# Петровка (Ленинское сельское поселение)
Петровка — деревня в Малоархангельском районе Орловской области России. 
Входит в Ленинское сельское поселение в рамках организации местного самоуправления и в Ленинский сельсовет в рамках административно-территориального устройства.

## География
Расположена в 11 км к северо-востоку от райцентра, города Малоархангельск, и в 65 км к юго-востоку от центра города Орёл.
На юге примыкает к деревне Каменка — центру Ленинского сельского поселения (сельсовета).

## Население
| 2002 | 2010 |
| ---- | ---- |
| 326  | ↘218 |

Согласно результатам переписи 2002 года, в национальной структуре населения русские составляли 93 % от жителей.